# Elia Zurbriggen
Elia Zurbriggen, född 9 oktober 1990, är en schweizisk utförsåkare som representerar SC Zermatt. Han är son till Pirmin Zurbriggen och brorson till Heidi Zurbriggen.
Han tävlar främst i storslalom och tillhör det schweiziska B-landslaget. Zurbriggens främsta internationella merit är vinst storslalomcupen i europacupen 2017. Hans främsta världscupresultat är en 8:e plats i storslalom i Kranjska Gora i mars 2017. Elia Zurbriggen debuterade i världscupen i schweiziska Adelboden december 2013.